# Project B.
Project B. war eine musikalische Aktion zum 150. Geburtstag von Bacardi im Jahr 2012.

## Karriere
Aus Anlass des 150-jährigen Bestehens beschloss man bei der Spirituosenmarke Bacardi, einen Werbeerfolg aus den frühen 1990er Jahren wieder aufzunehmen. Damals hatte Kate Yanai mit dem Lied Bacardi Feeling (Summer Dreamin’), das auf der Musik zu einem Werbeclip basiert, den Sommerhit 1991. Als neue Sängerin wurde die US-Amerikanerin Kelly Rowland gewonnen. Für die musikalische Umsetzung einer neueren, zeitgemäßen Version engagierte man das deutsche Produzententrio FNSHRS. (bestahend aus: Paul NZA, Marek Pompetzki und Cecil Remmler). Pompetzki und Neumann arbeiteten schon lange zusammen, unter anderem als Produzenten von Sido und Fler und als Remixer unter dem Namen Numarek. Remmler stieß ab 2011 dazu und gemeinsam produzierten sie unter anderem Edita Abdieski, Ivy Quainoo und Stefanie Heinzmann. Zu Summer Dreaming 2012 wurde in Spanien ein Video gedreht und verbreitet. Der Song selbst wurde am 6. Juli des Jahres unter dem Interpretennamen Project B. featuring Kelly Rowland veröffentlicht. In Deutschland und Österreich konnte sich das Lied kurzzeitig in den Charts platzieren.

## Diskografie
Lieder
- 2012: Summer Dreaming 2012 (feat. Kelly Rowland)